# Eleição municipal de Umuarama em 2016
A eleição municipal de Umuarama em 2016 foi realizada para eleger um prefeito, um vice-prefeito e 10 vereadores no município de Umuarama, no estado brasileiro do Paraná. Foram eleitos ) e  para os cargos de prefeito(a) e vice-prefeito(a), respectivamente.
Seguindo a Constituição, os candidatos são eleitos para um mandato de quatro anos a se iniciar em 1º de janeiro de 2017. A decisão para os cargos da administração municipal, segundo o Tribunal Superior Eleitoral, contou com 77 467 eleitores aptos e 17 973 abstenções, de forma que 23.2% do eleitorado não compareceu às urnas naquele turno.

## Resultados

### Eleição municipal de Umuarama em 2016 para Prefeito
A eleição para prefeito contou com 5 candidatos em 2016: Antonio Carlos Favaro do Partido Democrático Trabalhista, Celso Luiz Pozzobom do Partido Social Cristão, Edilson José Gabriel do Partido dos Trabalhadores, Adalberto Carlos Rigobello do Partido Verde (Brasil), Gilberto Antonio Narciso do Partido da Mobilização Nacional que obtiveram, respectivamente, 18 847, 27 434, 1 299, 4 935, 420 votos. O Tribunal Superior Eleitoral também contabilizou 23.2% de abstenções nesse turno. 
| Candidato(a)                    | Vice                     | Coligação                                       | Votos recebidos | Percentual |
| ------------------------------- | ------------------------ | ----------------------------------------------- | --------------- | ---------- |
| Celso Luiz Pozzobom (PSC)       | Hermes Pimentel da Silva | Umuarama Melhor pra Você                        | 27434           | 51.83%     |
| Antonio Carlos Favaro (PDT)     | Wilson Roberto Simões    | Aliança Por Umuarama                            | 18847           | 35.6%      |
| Adalberto Carlos Rigobello (PV) | Claudinei Herrero        | Partido Verde (sem coligação)                   | 4935            | 9.32%      |
| Edilson José Gabriel (PT)       | Pedro Luis Zanco         | Partido dos Trabalhadores (sem coligação)       | 1299            | 2.45%      |
| Gilberto Antonio Narciso (PMN)  | Halisson Ricardo Batista | Partido da Mobilização Nacional (sem coligação) | 420             | 0.79%      |

### Eleição municipal de Umuarama em 2016 para Vereador
Na decisão para o cargo de vereador na eleição municipal de 2016, foram eleitos 10 vereadores com um total de 54 136 votos válidos. O Tribunal Superior Eleitoral contabilizou 2 860 votos em branco e 2 498 votos nulos. De um total de 77 467 eleitores aptos, 17 973 (23.2%) não compareceram às urnas .
| Nome                         | Partido político                               | Coligação                                               | Votos recebidos | Percentual |
| ---------------------------- | ---------------------------------------------- | ------------------------------------------------------- | --------------- | ---------- |
| Noel Aparecido Bernardino    | Partido Social Cristão (PSC)                   | Honestidade Para Trabalhar                              | 3013            | 5.57%      |
| Mateus Barreto de Oliveira   | Partido Popular Socialista (PPS)               | Honestidade Para Trabalhar                              | 2124            | 3.92%      |
| Newton Soares do Nascimento  | Partido da Social Democracia Brasileira (PSDB) | Partido da Social Democracia Brasileira (sem coligação) | 1944            | 3.59%      |
| Ana Carla Novais dos Santos  | Partido Pátria Livre (PPL)                     | Umuarama em Boas Maos                                   | 1621            | 2.99%      |
| Ronaldo Cruz Cardoso         | Movimento Democrático Brasileiro (MDB)         | Movimento Democrático Brasileiro (sem coligação)        | 1583            | 2.92%      |
| Marcelo Derenusson Nelli     | Solidariedade (SD)                             | Solidariedade (sem coligação)                           | 1543            | 2.85%      |
| Deybson Bitencourt Barbosa   | Partido Democrático Trabalhista (PDT)          | Partido Democrático Trabalhista (sem coligação)         | 1504            | 2.78%      |
| Jonesberto Ronie Vivi        | Partido Trabalhista Cristão (PTC)              | Partido Trabalhista Cristão (sem coligação)             | 1490            | 2.75%      |
| Edvaldo Ceranto Junior       | Partido Social Democrático (PSD)               | Honestidade Para Trabalhar                              | 1164            | 2.15%      |
| Maria de Jesus Ornelas Valle | Podemos (PODE)                                 | Participação Popular Para Acertar                       | 889             | 1.64%      |